# Bombardeamento de Berlim
O bombardeio ou bombardeamento de Berlim foi uma série de bombardeamentos militares efetuados contra a capital da Alemanha Nazista durante a Segunda Guerra Mundial. Berlim foi alvo de 363 ataques aéreos entre 1940 e 1945 feitos pelo Comando de Bombardeiros da RAF, pela Oitava Força Aérea da USAAF, pela Força Aérea Francesa e pela Força Aérea Soviética como parte da campanha Aliada de bombardeios estratégicos da Alemanha. Bombardeiros britânicos lançaram 45.517 toneladas de bombas, enquanto os aviões estadunidenses lançaram 23 mil toneladas. À medida que os bombardeios continuavam, mais e mais pessoas fugiam da cidade. Em maio de 1945, 1,7 milhão de pessoas (40% da população) havia deixado Berlim.

## Primeiros anos
Com o início da Segunda Guerra Mundial, em 1939, o Presidente dos Estados Unidos, Franklin D. Roosevelt, fez um pedido aos países beligerantes para limitar seus ataques aéreos a alvos militares. Os franceses e os britânicos concordaram em acatar o pedido, com a condição de que fosse "sob o entendimento de que essas mesmas regras de guerra seriam escrupulosamente observadas por todos".
No começo da guerra, o Reino Unido tinha uma política de usar bombardeios aéreos apenas contra alvos militares e construções de infraestrutura de importância militar direta, como portos e ferrovias. Incialmente, o governo britânico evitou o bombardeio deliberado de propriedades civis, fora das zonas de combate. Essa política foi abandonada em 15 de maio de 1940, dois dias depois do ataque aéreo alemão a Rotterdam, quando a RAF recebeu permissão para atacar alvos civis no Ruhr, incluindo usinas de petróleo e outros alvos industriais que eram importantes para o esforço de guerra alemão. O primeiro ataque da RAF a Alemanha ocorreu na noite de 10 para 11 de maio de 1940, em Dortmund. O avião Júlio Verne, uma variante do Farman F.220 da Aviação Naval Francesa, foi o primeiro bombardeiro aliado a atacar Berlim. Na noite de 7 de junho de 1940, ele lançou oito bombas de 250 kg e oitenta de 10 kg sobre a capital alemã.
Entre 1939 e 1942, a política de bombardear apenas alvos de importância militar direta foi gradualmente sendo abandonada em favor do "bombardeio por zona". Assim, iniciaram-se bombardeios em grande escala de cidades alemãs com o objetivo de destruir também edifícios residenciais e construções de infraestrutura civil. Embora matar civis alemães nunca tenha sido um objetivo deliberado, era evidente que o bombardeio de uma região inteira causaria vítimas civis em grande escala. Com a tecnologia disponível na época, o bombardeio de precisão de alvos militares só era possível à luz do dia (o que já era difícil). Porém, os bombardeios diurnos levavam a altas perdas de aeronaves britânicas, por isso a preferência era fazer os ataques no período noturno. O ataque noturno, todavia, também apresentava muitas dificuldades de navegação e uma alta imprecisão no lançamento das bombas.

## 1940 a 1943

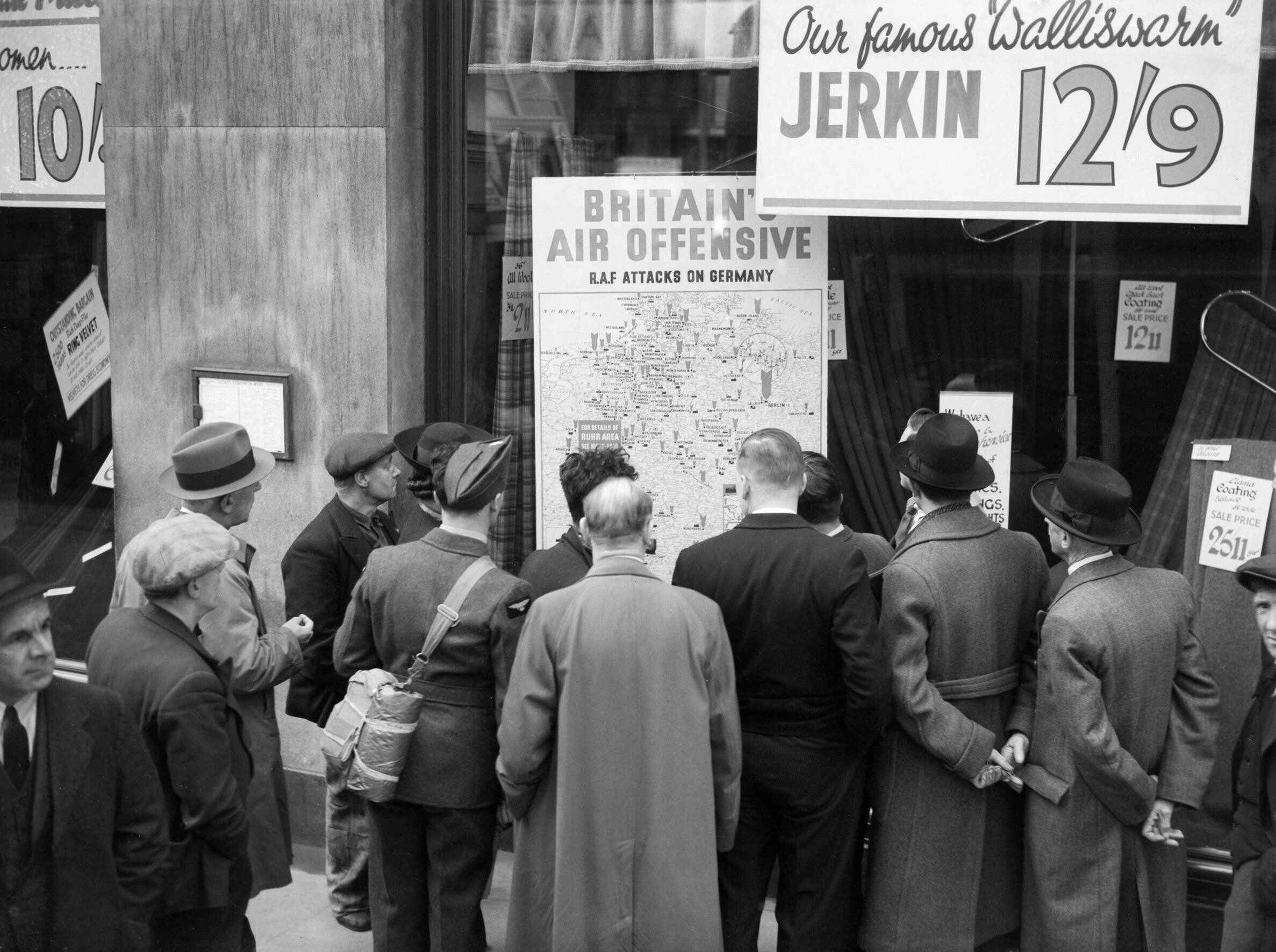
Em Londres, pessoas observam um mapa que ilustrava como a RAF atacava a Alemanha durante o ano de 1940

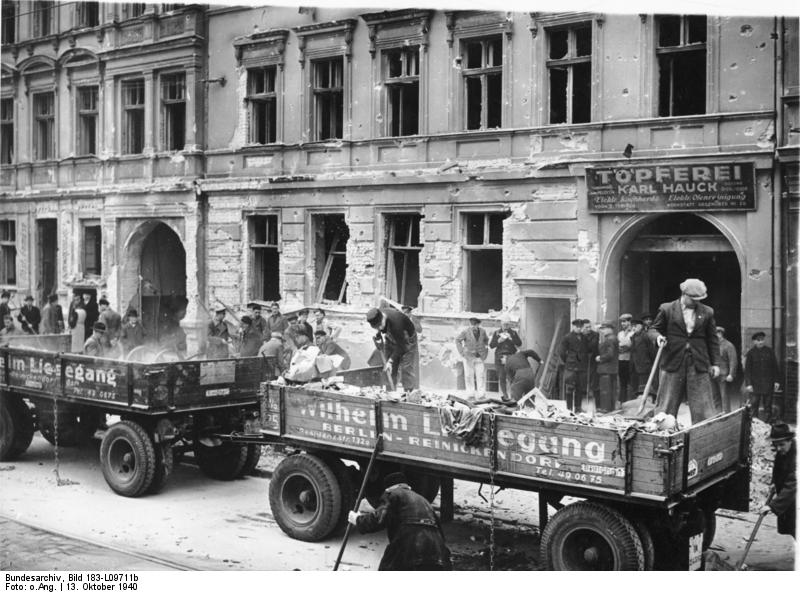
Um grupo de trabalho limpa os escombros de um ataque aéreo a Berlim, 13 de outubro de 1940

Antes de 1941, Berlim (que fica a 950 quilômetros de Londres), estava no limite alcançável pelos bombardeiros britânicos então disponíveis. No verão, os dias eram mais longos e o céu claro aumentando o risco para os bombardeiros aliados. Nessa época do ano, os bombardeios eram feitos somente à noite.
O primeiro ataque da RAF a Berlim ocorreu na noite de 25 de agosto de 1940. Nessa ação, 95 aeronaves foram enviadas para bombardear o aeroporto de Tempelhof, próximo ao centro de Berlim. 81 desses aviões conseguiram cumprir seus objetivos, despejando bombas dentro e ao redor de Berlim. Embora os danos desse primeiro ataque fossem leves, o efeito psicológico causado em Hitler foi considerável. Os bombardeios em Berlim levaram o ditador nazista a ordenar que a Luftwaffe deixasse de atacar os aeródromos e defesas aéreas  britânicas e passasse a bombardear as cidades da Inglaterra. Essa mudança ocorreu em um momento da Batalha da Grã-Bretanha nas quais as defesas aéreas britânicas estavam se esgotando e sobrecarregadas, e as ordens de Hitler ajudaram a aliviar a pressão sobre os alvos militares britânicos.
Nas duas semanas seguintes, houve mais cinco ataques de tamanho semelhante, todos visando alvos específicos, mas com as dificuldades da navegação noturna, as bombas lançadas se espalharam por diversos pontos. Durante 1940, houve outros ataques a Berlim, todos com poucos danos. Os bombardeios tornaram-se mais frequentes em 1941, mas tiveram pouca eficácia em atingir alvos importantes. O chefe do Estado-Maior da RAF, Charles Portal, justificou essas incursões dizendo que "tirar quatro milhões de pessoas da cama e colocá-las nos abrigos" compensava a perda de algumas aeronaves.
A União Soviética iniciou uma campanha de bombardeio de escala limitada em Berlim em 8 de agosto de 1941, que se estendeu até o início de setembro. Saindo da ilha de Saaremaa, bombardeiros soviéticos conduziram dez ataques a capital alemã com 3 a 12 aeronaves em cada missão. Bombardeiros pesados da Força Aérea Soviética, operando desde Leningrado, executaram um ataque a Berlim em 11 de agosto, com apenas alguns aviões chegando ao objetivo. No total, em 1941, as aeronaves soviéticas lançaram 36 toneladas de bombas em Berlim. Os soviéticos perderam em combate 17 aeronaves e 70 pilotos e tripulantes foram mortos.
Em 7 de novembro de 1941, Richard Peirse, chefe do Comando de Bombardeiros da RAF, lançou uma grande ofensiva a Berlim, enviando mais de 160 bombardeiros à capital. 21 foram abatidos ou caíram e poucos danos foram causados à cidade, principalmente devido ao mau tempo que dificultava a navegação aérea. Esse fracasso levou à demissão de Peirse e sua substituição, em fevereiro de 1942, por Arthur Travers Harris, que acreditava na eficácia e na necessidade de bombardeios por zona. Harris afirmou: "Os nazistas entraram nesta guerra com a ilusão, um tanto infantil, de que iriam bombardear todo mundo e ninguém iria bombardeá-los. Em Rotterdam, Londres, Varsóvia e meia centena de outros lugares, eles colocaram em prática sua teoria ingênua. Eles semearam o vento e agora vão colher o vendaval".
Ao mesmo tempo, novos bombardeiros com alcance mais longo estavam entrando em serviço, particularmente o Avro Lancaster, que se tornou disponível em grande número em 1942. Durante a maior parte de 1942, no entanto, a prioridade do Comando de Bombardeiros foi atacar os portos de submarinos alemães como parte do esforço da Grã-Bretanha para vencer a Batalha do Atlântico. Durante todo o ano de 1942, houve apenas nove ataques aéreos em Berlim, nenhum deles de grande proporção. Somente em 1943, Harris teve os meios e a oportunidade de colocar em prática sua convicção da utilidade do bombardeio por zona.

## A batalha aérea de Berlim
A chamada "batalha aérea de Berlim" foi uma ofensiva aérea britânica iniciada em novembro de 1943 contra a capital alemã. Além da capital. outras cidades continuaram ser atacadas para evitar que os alemães concentrassem suas defesas em Berlim. O comandante da RAF, Arthur Harris, acreditava que esse poderia ser o golpe que quebraria a resistência alemã: “Isso vai nos custar entre 400 e 500 aeronaves” afirmou, "Mas também vai custar a Guerra à Alemanha". A essa altura, os britânicos já tinham a sua disposição 800 bombardeiros de longo alcance, equipados com novos e mais sofisticados dispositivos de navegação, como o radar H2S. Entre novembro de 1943 e março de 1944, o Comando de Bombardeiros fez dezesseis ataques de grandes proporções a Berlim.
Um prelúdio dos grandes ataques de 1943 foi feito por bombardeiros De Havilland Mosquitos que atacaram a capital alemã em 30 de janeiro de 1943, data do décimo aniversário da ascensão nazista ao poder. Naquele dia, Göring e Goebbels fizeram discursos transmitidos ao vivo pelo rádio. Precisamente às 11h, os De Havilland Mosquitos do esquadrão 105 da RAF chegaram a Berlim a tempo de interromper o discurso de Göring. Mais tarde, o esquadrão 139 da RAF repetiu a ação com Goebbels. Esses ataques tiveram um enorme impacto de propaganda, gerando um enorme embaraço para a liderança alemã. 20 de abril de 1943 era o aniversário de 54 anos de Hitler. O Comando de Bombardeiros da RAF decidiu que deveria "celebrar" a ocasião com uma incursão em Berlim. Os De Havilland Mosquitos foram os escolhidos para o trabalho. Assim, o esquadrão 105  da RAF foi enviado para a capital alemã, tendo sucesso em alcançar a cidade com a perda de apenas uma aeronave.

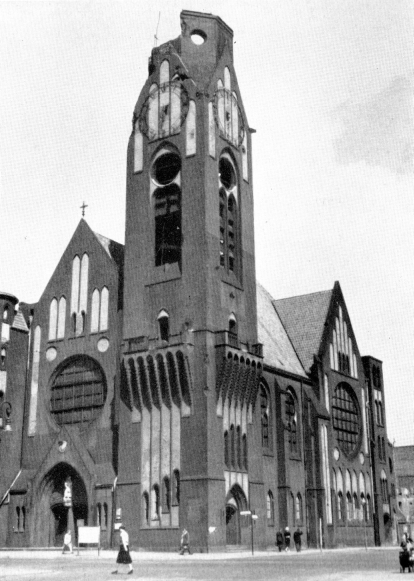
A Igreja da Reforma em Moabit, danificada na noite de 22-23 de novembro de 1943

O primeiro bombardeio da batalha ocorreu na noite de 18 para 19 de novembro de 1943. Berlim era o alvo principal e foi atacada por 440 Avro Lancasters, auxiliados por quatro De Havilland Mosquitos. A cidade estava com céu encoberto por nuvens e os danos não foram graves. O segundo grande ataque ocorreu na noite de 22 para 23 de novembro. Esse foi o ataque mais destrutitivo da RAF em Berlim. Os bombardeios causaram grandes danos nas áreas residenciais na parte ocidental da cidade, deixando quase destruídos os bairros de Tiergarten, Charlottenburg, Schöneberg e Spandau. Devido às condições de tempo seco, tempestades de fogo se iniciaram. A Igreja Memorial Kaiser Wilhelm ficou em ruínas. Vários outros edifícios importantes ficaram danificados ou destruídos, incluindo as embaixadas britânica, francesa, italiana e japonesa, o Palácio de Charlottenburg e o Zoológico de Berlim, assim como o Ministério de Armamentos e Munições, o Colégio Administrativo da Waffen SS, o quartel da Guarda Imperial em Spandau e várias fábricas de armas.
Em 17 de dezembro, grandes danos foram causados ao sistema ferroviário de Berlim. A essa altura, o efeito cumulativo da campanha de bombardeio havia deixado mais de um quarto do total de residências de Berlim inutilizáveis. Houve outro grande ataque em 28 e 29 de janeiro de 1944, quando as regiões oeste e sul de Berlim foram severamente atingidas. Nos dias 15 e 16 de fevereiro, importantes indústrias de guerra foram atingidas, incluindo a grande região de Siemensstadt, com os distritos do centro e sudoeste sofrendo a maior parte dos danos. Esse foi o maior ataque da RAF a Berlim. Os ataques continuaram até março de 1944.

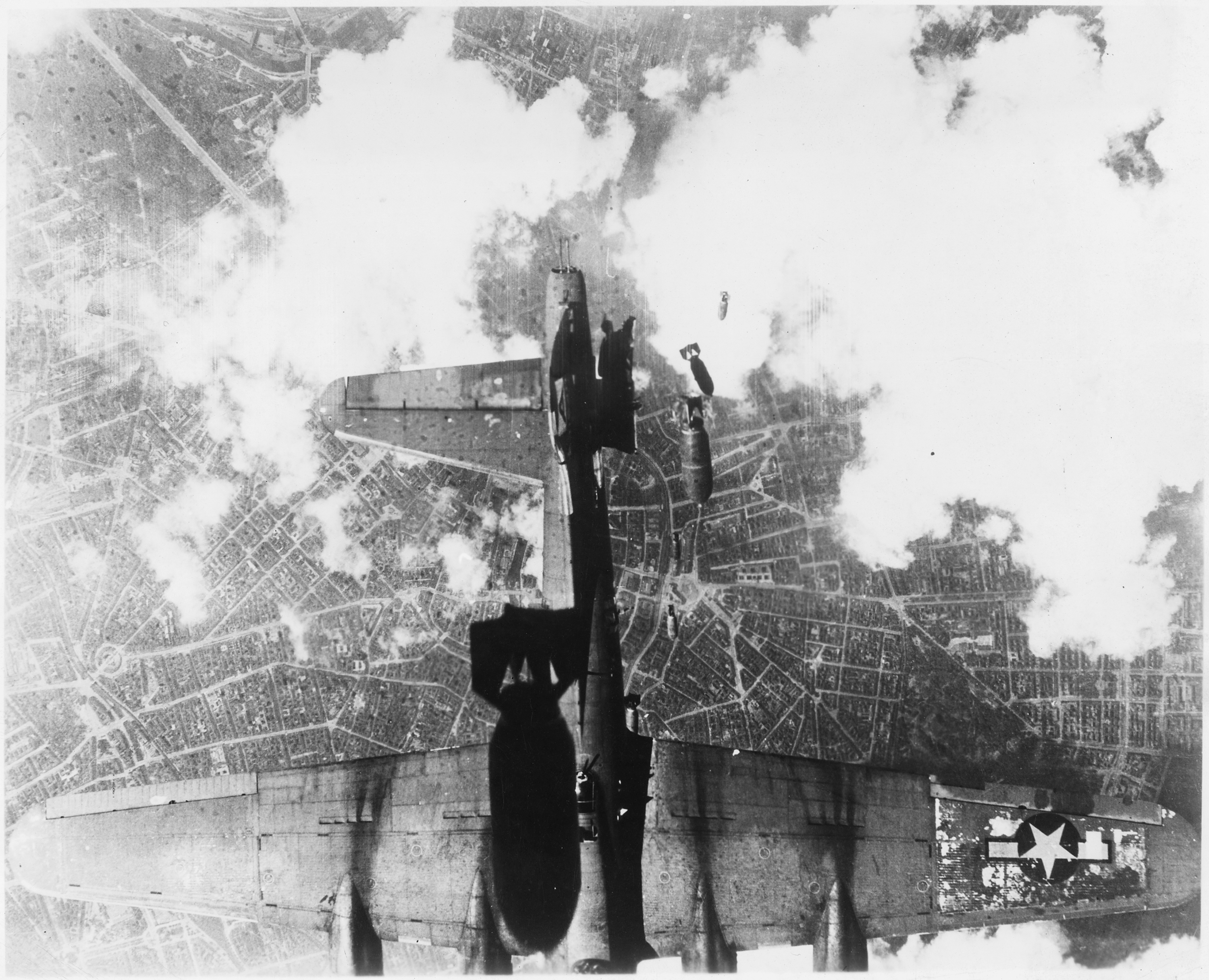
Um bombardeiro B-17 é atingido por um lançamento de bomba mal calculado em Berlim, em maio de 1944. Todos os 11 tripulantes morreram.

Essas ofensivas causaram grande destruição e perda de muitas vidas em Berlim. O ataque de 22 de novembro de 1943 matou dois mil berlinenses e deixou outros 175 mil desabrigados. Na noite seguinte, mil foram mortos e cem mil ficaram desabrigados. Entre dezembro e janeiro, ataques quase diários mataram centenas de pessoas e deixaram entre vinte mil e oitenta mil desabrigados em cada noite de bombardeio. No total, quase 4 mil morreram, dez mil se feriram e 450 mil ficaram desabrigados.
Os dezesseis ataques a Berlim deixam cerca de 500 aviões da RAF destruídos, com seus tripulantes mortos ou capturados. Foi uma taxa de perda de 5,8%, que ficou acima dos 5%, que era a taxa máxima de perda operacional sustentável desejada pela RAF. Em dezembro de 1943, por exemplo, onze tripulantes do Esquadrão No. 460 RAAF foram perdidos em operações contra Berlim; e em janeiro e fevereiro, outras catorze tripulações foram mortas. Se continuassem com essa taxa de perdas, o Comando de Bombardeiros teria sido aniquilado antes da queda de Berlim. Foi amplamente reconhecido que a batalha aérea de Berlim fracassou. Para a RAF, historiadores oficiais britânicos afirmaram que "em um sentido operacional, A batalha aérea de Berlim foi mais do que um fracasso, foi uma derrota".

## Março de 1944 a abril de 1945

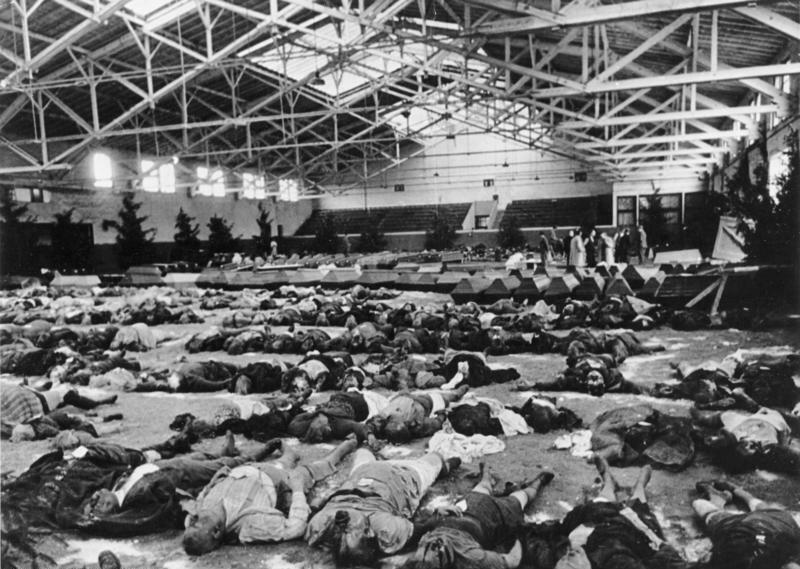
Vítimas de um bombardeio em um salão de exposições, outono de 1944

Em 1943, o Exército dos EUA e a empresa Standard Oil construíram um conjunto de réplicas de conjuntos habitacionais típicos dos bairros operários de Berlim, as "German Villages". Esse estudo seria de importância fundamental para adquirir conhecimento e experiência necessários para realizar bombardeios incendiários em Berlim. Isso foi feito com a ajuda de Erich Mendelsohn, um arquiteto judeu que trabalhara em Berlim e que fugira dos nazistas em 1933.
Os pesados bombardeios estadunidenses realizados entre 20 e 25 de fevereiro de 1944, que ficou conhecida como Big Week (ou Operação Argumento), ocorreram após o comandante da Oitava Força Aérea, James Doolittle implementar uma mudança na formação defensiva dos bombardeiros estratégicos da USAAF. Até então, os bombardeiros aliados evitavam o contato com a Luftwaffe; agora, os estadunidenses tentavam forçar a Luftwaffe ao combate direto. Em 4 de março, a USAAF lançou o primeiro de vários ataques contra Berlim. Intensas batalhas aéreas ocorreram e resultaram em pesadas perdas para ambos os lados; 69 bombardeiros B-17 foram derrubados em 6 de março, com a Luftwaffe perdendo 160 aviões. Em pouco tempo, os Aliados substituíram os aviões perdidos, a Luftwaffe não.
Ainda em 1944, a RAF fez um último grande ataque à cidade na noite de 24 para 25 de março, perdendo 8,9% da força de ataque. Porém - devido ao pouco sucesso desses ataques e a mudança de foco para a ofensiva militar sobre a França, em apoio à Operação Overlord-, a RAF deixou Berlim em paz durante a maior parte de 1944. No entanto, os incômodos ataques tanto da RAF quanto da USAAF continuariam, incluindo a Operação Whitebait, usada como cortina de fumaça para o bombardeio do Centro de Pesquisa do Exército de Peenemünde.
Em 1945, a Oitava Força Aérea lançou uma série de grandes ataques diurnos a Berlim, o último deles em 18 de março, A 15ª Força Aérea realizou uma missão de bombardeio a Berlim em 24 de março; e, por 36 noites consecutivas, De Havilland Mosquitos da RAF bombardearam a capital alemã, terminando na noite de 20 para 21 de abril de 1945, pouco antes de os soviéticos entrarem na cidade.
Mil e quinhentos bombardeiros da Oitava Força Aérea, escoltados por cerca de mil caças, atacaram o sistema ferroviário da capital alemã na manhã de 3 de fevereiro de 1945, imaginando que o Sexto Exército Panzer Alemão era transportado de trem a caminho da Frente Oriental. Os militates estadunidenses pensavam que o Sexto Exército Panzer passaria pela estação de Tempelhof, em Berlim. Esta foi uma das poucas ocasiões em que a USAAF empreendeu um ataque em massa ao centro de uma cidade. O tenente-general James Doolittle, comandante da Oitava Força Aérea da USAAF, era pouco simpático a esta tática, mas suas objeções foram rejeitadas pelo comandante da USAAF, general Carl Spaatz. O ataque foi apoiado pelo comandante Aliado, o general Dwight D. Eisenhower. Eisenhower e Spaatz deixaram claro que o ataque a Berlim era de grande importância política, pois foi planejado para auxiliar a ofensiva soviética no Oder, a leste de Berlim.

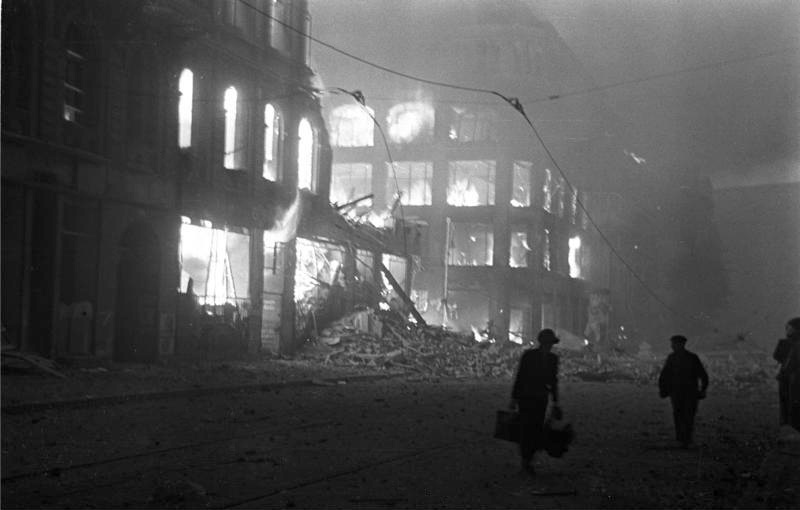
Bombardeio de Berlim em julho de 1944

O ataque foi liderado pelo Tenente-Coronel Robert Rosenthal do 100º Grupo de Bombardeio, que comandou toda a força de bombardeiros da Primeira Divisão Aérea. Os distritos de  Friedrichstadt e Luisenstadt e algumas outras regiões de Berlim, como a Friedrichshain, foram devastadas. As bombas usadas neste ataque consistiram principalmente em artefatos explosivos e não em bombas incendiárias, comuns em outros ataques. As linhas férreas principais, que ficavam mais ao norte (em Stadtbahn) e ao sul (em Ringbahn) não sofreram maiores danos. Mas duas estações principais de Berlim foram bombardeadas (Anhalter e Potsdamer Bahnhof - que já estava fora de serviço desde 1944 devido a outro bombardeio).  
O bombardeio foi tão pesado que causou um extenso incêndio na cidade, que se espalhou para regiões periféricas de Berlim. O incêndio durou quatro dias, causando grandes estragos. Devido ao esgotamento dos suprimentos alemães, a defesa antiaérea da capital estava mal equipada e débil, de modo que dos 1.600 aviões estadunidenses que chegaram em Berlim, apenas 36 foram abatidos e seus tripulantes mortos ou capturados. O tenente-coronel Rosenthal, comandante da Primeira Divisão Aérea, estava entre os capturados e sobreviveu depois que foi resgatado pelo Exercito Vermelho.
Uma série de monumentos e igrejas, como a Igreja de São Simeão e o Consistório Protestante Marcher (hoje entrada do Museu Judaico de Berlim), bem como edifícios do governo e do Partido Nazista também foram atingidos, incluindo a Chancelaria do Reich, a Chancelaria do Partido, a sede da Gestapo e o Tribunal do Povo. As regiões de Unter den Linden, Wilhelmstrasse e Friedrichstrasse ficaram em ruínas. Entre os mortos estava Roland Freisler, o infame juiz-chefe do Tribunal Popular. O número de mortos foi de 2.894 pessoas. O número de feridos chegou a 20 mil, e 120 mil ficaram desabrigados.
Outro bombardeio em 26 de fevereiro de 1945 deixou mais de 80 mil pessoas desabrigadas. Os ataques continuaram até abril, quando o Exército Vermelho tomou a cidade. Nos últimos dias da guerra, a Força Aérea Soviética também bombardeou Berlim, usando aviões Ilyushin Il-2 e aeronaves semelhantes. Nessa época, as defesas civis e a infraestrutura de Berlim estavam perto do colapso, mas o moral da população se manteve. Após a captura de Berlim, o general soviético Nikolai Bersarin, referindo-se à artilharia e bombardeios  do Exército Vermelho, afirmou que "(...) os Aliados ocidentais lançaram 65 mil toneladas de explosivos em Berlim durante mais de dois anos; o Exército Vermelho gastou 40 mil toneladas em apenas duas semanas". Mais tarde, os estatísticos calcularam que para cada habitante de Berlim havia cerca de 30 metros cúbicos de entulho.
Até o final de março de 1945, houve um total de 314 ataques aéreos em Berlim, com 85 deles ocorrendo nos últimos 12 meses da guerra. Metade de todas as casas foram danificadas e cerca de um terço ficou inabitável. As estimativas do número total de mortos em Berlim nesses ataques variam de 20 mil a 50 mil. Estudos alemães atuais sugerem que o menor número é o mais provável. Isso é comparável ao número de mortos no único ataque a Dresden em 14 de fevereiro de 1945 (entre 22 mil e 25 mil mortos), e aos 40 mil mortos em  um único ataque a Hamburgo em 1943. O ataque aéreo a Tóquio em 10 de março de 1945, a Operação Capela (único bombardeio com artefatos incendiários na capital japonesa) devastou aproximadamente 15,8 km², causando a perda de pelo menos 100 mil vidas. O número relativamente menor de mortes em Berlim é, em parte, resultado da dificuldade inicial que os bombardeiros britânicos tinham para atingir a cidade, o que dificultou grandes ofensivas antes de 1944, e também devido às defesas aéreas e aos abrigos (bunkers) da capital alemã.

## Defesas e abrigos de Berlim

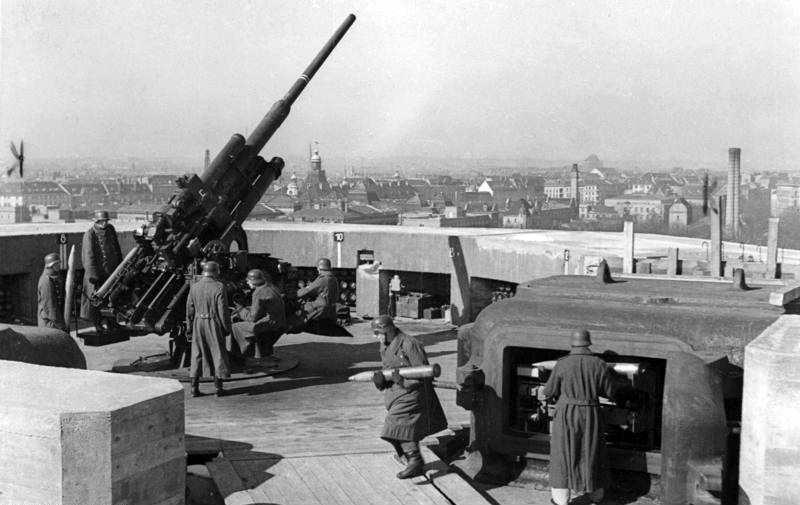
Bateria antiaérea no Zoológico de Berlim em abril de 1942

O governo nazista estava perfeitamente ciente da necessidade política de proteger a capital do Reich contra os ataques aéreos. Ainda antes da guerra, teve início a construção de um extenso sistema de abrigos antiaéreos públicos, conhecidos como bunkers. No entanto, em 1939, apenas 15% dos 2 mil abrigos planejados estavam prontos. Em 1941, os cinco maiores abrigos públicos (Zoológico, Estação Anhalt, Humboldthain, Friedrichshain e Kleistpark) foram concluídos, oferecendo proteção para 65 mil pessoas. Outros abrigos foram construídos sob prédios do governo, sendo o mais conhecido o Führerbunker embaixo do prédio da Chancelaria do Reich, local das últimas horas de Hitler. Além disso, muitas estações do U-Bahn (o metrô da capital) foram convertidas em abrigos. Mas uma grande parte da população teve que se contentar com seus próprios porões, uma vez que não havia abrigos suficientes. Os bunkers costumavam ficar superlotados, o complexo de abrigos sob a estação Gesundbrunnen do U-Bahn, por exemplo, foi projetado para receber 1.500 pessoas, mas em geral recebia mais de 4.500 nos dias de ataque.
Em 1943, os alemães decidiram evacuar pessoas cuja presença não era essencial em Berlim. Em 1944, 1,2 milhão de pessoas (cerca de um quarto da população da cidade), 790 mil delas mulheres e crianças, foram evacuadas para áreas rurais. Um esforço foi feito para evacuar todas as crianças de Berlim, mas os pais resistiam, e muitos evacuados logo voltavam para a cidade. À medida que a guerra se arrastava, Berlim sofria com uma grande escassez de mão de obra. Isso significava que o trabalho feminino era essencial para manter em funcionamento as indústrias de guerra da capital, de modo que a evacuação de todas as mulheres com filhos era impossível.
No final de 1944, a população da cidade começou a crescer novamente, com muitos indivíduos que fugiam do avanço do Exército Vermelho no leste rumando para Berlim e de trabalhadores forçados que chegavam dos países ocupados. Grande parte dos Ostvertriebenen ("refugiados do Oriente") tiveram a permissão negada para permanecer em Berlim por mais de dois dias e foram alojados em campos próximos à cidade antes de serem transferidos para o oeste. Estima-se que menos de 50 mil conseguiram permanecer na capital. Em janeiro de 1945, a população era de cerca de 2,9 milhões, apenas 100 mil deles eram homens com idades entre 18 e 30 anos. Outros 100 mil ou mais eram trabalhadores forçados, principalmente fremdarbeiter franceses, e ostarbeiter russos. Em geral, os trabalhadores estrangeiros eram proibidos de entrar nos abrigos subterrâneos durante os ataques.
O principal sistema de defesa consistira em três enormes torres Flak, que forneciam plataformas extremamente resistentes para holofotes e canhões antiaéreos de 128 mm, bem como abrigos para civis. Havia torres Flak no Zoológico de Berlim, no Tiergarten, em Humboldthain e em Friedrichshain. À medida que os homens mais velhos eram convocados para o front, os canhões anti-aéreos nas torres Flak passaram cada vez mais a ser comandados por adolescentes da Juventude Hitlerista, Em 1945, as garotas da Liga das Moças Alemãs também passaram a operar armas nas torres Flak. Nos últimos meses da guerra, havia pouca proteção terrestre para os caças da Luftwaffe, e as defesas das torres Flak estavam cada vez mais sobrecarregadas com o aumento dos ataques.

## Cronologia dos bombardeios
| Data                                  | Comando                                  | Notas |
| ------------------------------------- | ---------------------------------------- | --- |
| 7 a 8 de junho de 1940                | Marinha Francesa                         | Um Farman F.220 voou de Bordeaux chegando a Berlim pelo norte, 2,8 toneladas de bombas foram lançadas. |
| 25 e 26 de augosto de 1940            | RAF                                      | 95 aviões foram utilizados. |
| 7 de setembro de 1940                 | RAF                                      | Bombardeios em Neukölln. |
| 10 de setembro de 1940                | RAF                                      | Danos ao Portão de Brandemburgo |
| 24 de março de 1941                   | RAF                                      | 130 bombardeiros. Esquadrão 300 e Força Aérea polonesa. |
| 17 e 18 de abril de 1941              | RAF                                      | |
| 7 e 8 de agosto de 1941               | Marinha Soviética                        | 10 bombardeiros DB-3 da Frota do Báltico, dos quais 5 chegaram a Berlim, despejando 3 toneladas de bombas. |
| 8 e 9 de agosto de 1941               | Marinha Soviética                        | 9 bombardeiros DB-3 da Frota do Báltico chegaram a Berlim, despejando 5.4 toneladas de bombas |
| 10 e 11 de augosto de 1941            | Força Aérea Soviética                    | 8 bombardeiros TB-7 (Pe-8) e 3 Yer-2 saindo de Pushkin, desses 3 TB-7 e 2 Yer-2 atingiram Berlim. |
| 11e 12 de agosto de 1941              | Marinha Soviética, Força Aérea Soviética | 3 bombardeiros DB-3 da Frota do Báltico e 9 DB-3F (Il-4) (8 chegaram a Berlin). |
| 13 de agosto de 1941                  | RAF                                      | [ 58 ] |
| 15 e 16 de agosto de 1941             | Marinha Soviética, Força Aérea Soviética | 13 bombardeiros DB-3 da Frota do Báltico e 9 DB-3F (Il-4) (17 chegaram a Berlim, despejando 10.5 toneladas de bombas). |
| 18 e 19 de agosto de 1941             | Força Aérea Soviética                    | 5 DB-3F (Il-4) (2 chegaram a Berlim). |
| 20 e 21 de agosto de 1941             | Marinha Soviética, Força Aérea Soviética | 8 bombardeiros DB-3 da Frota do Báltico e 4 DB-3F (Il-4) (3 chegaram a Berlim). |
| 31 de agosto a 1º de setembro de 1941 | Marinha Soviética                        | 8 bombardeiros DB-3 da Frota do Báltico (2 a 3 chegaram a Berlim). |
| 2 e 3 de setembro de 1941             | Marinha Soviética                        | 2 bombardeiros DB-3 da Frota do Báltico (1 chegou a Berlim). |
| 3 de setembro de 1941                 | RAF                                      | |
| 4 de setembro de1941                  | RAF                                      | |
| 4 e 5 de setembro de 1941             | Marinha Soviética                        | 6 bombardeiros DB-3 da Frota do Báltico (3 atingiram Berlim). No total 84 aviões soviéticos rumaram a Berlim entre 7 d agosto e 5 de setembro de 1941, desses 50 bombardearam Berlim, despejando 30 toneladas de bombas. |
| 8 de setembro de 1941                 | RAF                                      | A estação Potsdamer Bahnhof foi destruída, mais de 100 civis foram mortos na praça Pariser. |
| 7 e 8 de novembro de 1941             | RAF                                      | 160 aviões, 20 deles derrubados (12.5%). Apenas 30% dos aviões atingiram os alvos principais, o céu nublado impediu melhores resultados. |
| 26 de agosto de 1942                  | Força Aérea Soviética                    | Bombardeiros Il-4. |
| 2 de março de 1943                    | RAF                                      | 251 bombardeiros, 17 perdidos, lançaram 610 toneladas de bombas, 711 mortos no solo. |
| 23 e 24 de agosto de 1943             | RAF                                      | 727 Lancasters, Halifaxes, Stirlings e Mosquitos rumaram a Berlim, 70 voltaram antes de chegar a capital alemã. 57 aeronaves (7,8%) foram perdidas. |
| 31 de agosto e 1º de setembro de 1943 | RAF                                      | 613 bombardeiros pesados e 9 mosquitos. 47 aeronaves (7,6%) perdidas. |
| 3 e 4 de setembro de 1943             | RAF                                      | 316 Lancasters e 4 Mosquitos. 22 aviões (6,9%) perdidos. |
| 18 e 19 de novembro de 1943           | RAF                                      | Berlim foi atacada por 440 Avro Lancasters e 4 De Havilland Mosquitos. 32 aviões (3.6%) perdidos. |
| 22 e 23 de novembro de 1943           | RAF                                      | Berlim foi atacada por 469 Lancasters, 234 Handley Page Halifaxes, 50 Short Stirlings e 11 De Havilland Mosquitos. Total de 764 aviões. Foi o ataque mais pesado e eficaz a Berlim durante a guerra. A maior parte dos danos foi nas áreas residenciais a oeste do centro, Tiergarten, Charlottenburg, Schöneberg e Spandau. Por causa das condições de tempo seco, várias 'tempestades de fogo' se iniciaram. 175 mil pessoas ficaram desabrigadas. 26 aeronaves (3,4%) foram perdidas. |
| 23 e 24 de novembro de 1943           | RAF                                      | Berlim foi atacada por 365 Lancasters, 10 Halifaxes, 8 Mosquitos (383 aviões no total). |
| 24 e 25 de novembro de 1943           | RAF                                      | 6 Mosquitos, 1 avião perdido. |
| 25 e 26de novembro de 1943            | RAF                                      | 3 Mosquitos. |
| 26 e 27 de novembro de 1943           | RAF                                      | Berlim foi atacada por 443 Lancasters e 7 Mosquitos. 34 aviões (5,1%) perdidos. |
| 2 e 3 de dezembro de 1943             | RAF                                      | Berlim foi atacada por 425 Lancasters, 18 Mosquitos e 15 Halifaxes. |
| 16 e 17 de dezembro de 1943           | RAF                                      | Berlim foi atacada por 483 Lancasters e 15 Mosquitos. Os danos ao sistema ferroviário de Berlim foram extensos. Mil caçambas carregadas de material de guerra destinadas à Frente Oriental foram retidas por seis dias. O Teatro Nacional e o prédio que abrigava os arquivos militares e políticos da Alemanha foram destruídos. O efeito cumulativo das campanhas de bombardeios tornaram inutilizáveis mais de um quarto do total de habitações de Berlim.                            |
| 23 e 24 de dezembro de 1943           | RAF                                      | Berlim foi atacada por 364 Lancasters, 8 Mosquitos e 7 Halifaxes. |
| 29 e 30 de dezembro de 1943           | RAF                                      | Berlim foi atacada por 457 Lancasters, 252 Halifaxes e 3 Mosquitos (712 aviões no total). |
| 1 e 2 de janeiro de 1944              | RAF                                      | Berlim foi atacada por 421 Lancasters. |
| 2 e 3 de janeiro de 1944              | RAF                                      | Berlim foi atacada por 362 Lancasters, 12 Mosquitos e 9 Halifaxes. 27 Lancasters foram derrubados. |
| 5 e 6 de janeiro de 1944              | RAF                                      | 13 Mosquitos aracaram Berlin. |
| 10 e 11 de janeiro de 1944            | RAF                                      | Pequenos ataques a Berlim. |
| 14 e 15 de janeiro de 1944            | RAF                                      | 17 Mosquitos atacaram Magdeburg e Berlim. |
| 20 e 21 de janeiro de 1944            | RAF                                      | Berlim foi atacada por 495 Lancasters, 264 Halifaxes e 10 Mosquitos. 22 Halifaxes e 13 Lancasters foram perdidos. |
| 27 e 28 de janeiro de 1944            | RAF                                      | Berlim foi atacada por 515 Lancasters e 15 Mosquitos. 33 Lancasters foram perdidos. |
| 28 e 29 de janeiro de 1944            | RAF                                      | Berlim foi atacada por 432 Lancasters, 241 Halifaxes e 4 Mosquitos. 46 aviões foram derrubados. |
| 30 e 31 de janeiro de 1944            | RAF                                      | Berlim foi atacada por 440 Lancasters, 82 Halifaxes e 12 Mosquitos. 33 aviões foram derrubados. |
| 15 e 16 de fevereiro de 1944          | RAF                                      | Berlim foi atacada por 561 Lancasters, 314 Halifaxes e 16 Mosquitos; despatche. Esse foi o maior ataque, em número de aviões da RAF a Berlin. 43 aviões foram derrubados (26 Lancasters e 17 Halifaxes). |
| 4 de março de 1944                    | USAAF                                    | Berlim foi atacada por 730 bombardeiros (504 B-17 e 226 B-24) e 644 caças. 37 aviões foram derrubados. |
| 6 de março de 1944                    | USAAF                                    | 69 bombardeiros perdidos e 11 North American P-51 Mustangs. A Luftwaffe perdeu 64 caças, incluindo 16 Bf 110 e Me 410. |
| 8 de março de 1944                    | USAAF                                    | Berlim foi atacada por 623 bombardeiros, 37 foram derrubados; 18 caças também foram perdidos. A Luftwaffe perdeu 42 caças. |
| 24 e 25 de março de 1944              | RAF                                      | Ataque a Berlim. 72 aviões foram perdidos. |